# فيليبو بونيبيرتي
فيليبو بونيبيرتي (بالإيطالية: Filippo Boniperti)‏ (27 سبتمبر 1991 بتورينو في إيطاليا - ) هو لاعب كرة قدم إيطالي في مركز الوسط. شارك مع منتخب إيطاليا تحت 19 سنة لكرة القدم. أما مع النوادي، فقد لعب مع نادي أسكولي ونادي ألساندريا ونادي إمبولي ونادي بارما ونادي غوريتسا ونادي كاربي ونادي كروتوني ونادي مانتوفا ويوفنتوس.

## وصلات خارجية
- فيليبو بونيبيرتي على موقع الاتحاد الأوربي (الإنجليزية)
- فيليبو بونيبيرتي على موقع قاعدة بيانات كرة القدم.إي يو (الإنجليزية)
- فيليبو بونيبيرتي على موقع AS.com (الإسبانية)